# Вилья, Амелия
Мария Амелия Чопита Вилья (исп. María Amelia Chopitea Villa, 20 марта 1900—1942) — писательница и первая женщина-врач в Боливии. Она родилась в то время, когда боливийское общество было очень патриархальным.

## Ранние годы и образование
Чопита Вилья родилась в 1900 году в Колкечаке, Потоси, Боливия. Ее родителями были Адольфо Чопита и Амелия Вилья.

## Карьера
Получив степень бакалавра, Чопита Вилья поступила в Медицинский колледж Университета Святого Франциска Хавьера в Сукре, Боливия в 1919 году, где она была отличной студенткой. Во время учёбы в университете она была назначена стажёром в больнице Санта-Барбара. Позже она стала первой боливийской женщиной, изучившей медицину. Окончив учёбу в университете, она начала писать докторскую диссертацию «Causas de la mortalidad infantil» под руководством профессора Николаса Ортиса Антило; она была одобрена 25 июня 1926 года. Она сосредоточилась на высоком уровне младенческой смертности того времени. Она начала с упоминания чрезвычайной частоты смертности в окружающей среде со всеми недостатками отсталости национальных общин. Она представила статистический подход к детской смертности и смертности от года 1920 до 1925 года, где она продемонстрировала, что на каждые сто детей 39 % умерли. В течение года родилось 870 человек и 490 умерло. Она закончила свою диссертацию, выразив признательность учителям, проявившим поддержку и энтузиазм, среди которых Леонидас Тардио, Доминго Гусман, Хайме Мендоса, Вальтер Виллафани, а также поблагодарила своего крестного отца, доктора Николаса Ортиса Антило. Амелия стала первой аспиранткой Боливии в области педиатрии.
В сентябре 1926 года Парламент Боливии обнародовал закон, позволяющий Чопита Вилье отправиться в Париж для дальнейшего обучения, где она училась у многих врачей и работала в нескольких больницах, таких как Maternity Baudeloque, Tarnier, Efants Malades и многие другие. В апреле 1929 года она представляла Боливию на Конгрессе Международной ассоциации женщин-медиков (Association internationale des femmes-médecins) в Париже; она была единственной женщиной из Южной Америки. Она вернулась в Боливию, где стала известным хирургом, специализирующимся в области гинекологии и педиатрии. Она основала Pabellon de Niños (Детское отделение) при больнице Оруро. Правительство Боливии чествовало её за работу. Она также помогала семьям солдат во время Чакской войны.
Она также была указана в испаноязычной книге «Quién es quién en Bolivia» («Кто есть Кто в Боливии»), опубликованной в 1942 году, в год её смерти. Её сестра Элиа Чопита также изучала медицину, став второй женщиной-врачом в Боливии. Доктор Чопита принадлежала к разным научным учреждениям: член Международной медицинской ассоциации, базирующейся в Лондоне, Президент Красного Креста в Оруро, президент Клуба львов в Оруро (1930—1935), член Ассоциации университетских и профессиональных женщин в Париже. В Оруро она председательствовала в Народном американском легионе гражданского характера.

## Смерть и память
Амелия умерла 26 января 1942 года.
Амелия Чопита Вилья — одна из 999 женщин, память о которых была представлена в композиции «Этаж наследия» в рамках художественной инсталляции Джуди Чикаго 1974—1994 годов «Званый ужин» в Бруклинском музее.